# Julie Hagerty
Julie Hagerty (Cincinnati, 15 juni 1955) is een Amerikaanse actrice.

## Biografie
Hagerty heeft de high school doorlopen aan de Indian Hill High School in Hamilton County (Iowa). Op vijftienjarige leeftijd begon zij haar carrière als model en spendeerde haar zomervakanties in New York voor haar werk. In 1972 verhuisde zij naar New York en begon in lokale theaters als actrice. Zij nam daar ook acteerlessen van onder andere William Hickey.
Hagerty was van 1986 tot en met 1991 getrouwd, en in 1999 is zij opnieuw getrouwd.

## Filmografie

### Films
Selectie:
- 2019 Noelle - als mrs. Claus
- 2019 Marriage Story - als Sandra
- 2013 A Master Builder - als Aline Solness
- 2009 Confessions of a Shopaholic – als Hayley
- 2006 She's the Man – als Daphne
- 2005 Just Friends – als Carol Brander
- 2001 Storytelling – als Fern Livingston
- 2001 Freddy Got Fingered – als Julie Brody
- 1997 U Turn – als Flo
- 1991 What About Bob? – als Fay Marvin
- 1990 Reversal of Fortune – als Alexandra Isles
- 1989 Rude Awakening – als Petra Black
- 1989 Bloodhounds of Broadway – als Harriet MacKyle
- 1987 Beyond Therapy – als Prudence
- 1982 Airplane II: The Sequel – als Elaine Dickinson
- 1982 A Midsummer Night's Sex Comedy – als Dulcy
- 1980 Airplane! – als Elaine Dickinson

### Televisieseries
Uitgezonderd eenmalige gastrollen.
- 2019 - 2020 Black Monday - als Jackie Georgina - 5 afl.
- 2011 – 2019 Family Guy – als Carol Pewterschmidt / Carol West (stemmen) – 5 afl.
- 2019 Black Monday - als Jackie Georgina - 4 afl.
- 2017 Trial & Error - als Madame Rhonda - 5 afl.
- 2014 Wilfred - als Genevieve - 2 afl.
- 2012 - 2013 Happy Endings - als Mrs. Kerkovich - 2 afl.
- 2004 Girlfriends – als Dr. Rachel Miller – 3 afl.
- 2003 – 2004 Malcolm in the Middle – als Polly – 3 afl.
- 1998 Reunited – als Nicki Beck – 5 afl.
- 1996 Murphy Brown – als Dana – 2 afl.
- 1995 Women of the House – als Jennifer Malon – 2 afl.
- 1991 Princesses – als Tracy Dillion – 8 afl.

## TheaterwerkBroadway
- 2002 Morning's at Seven – als Myrtle Brown
- 1993 Three Men on a Horse – als Audrey Trowbridge
- 1986 – 1987 The Front Page – als Peggy Grant
- 1986 – 1987 The House of Blue Leaves – als Corrina Stroller

- Bibliothèque nationale de France: cb14040473v (data)
- CiNii: DA17637454
- Gemeinsame Normdatei: 172669537
- International Standard Name Identifier: 0000 0001 2124 749X
- Library of Congress Control Number: no98080903
- Nationale Bibliotheek van Israël: 987007325758505171
- Nationale Bibliotheek van Polen: a0000001721714
- Nederlandse Thesaurus van Auteursnamen: 070824916
- Système universitaire de documentation: 078855357
- Virtual International Authority File: 24802495
- WorldCat: E39PBJxMpcXxJvBWb37GPBjBfq